# Научно-практический центр психического здоровья детей и подростков
ГБУЗ «Научно-практический центр психического здоровья детей и подростков имени Г. Е. Сухаревой» — ведущее детское медицинское учреждение Департамента здравоохранения г. Москвы психиатрического профиля в России, оказывающее психиатрическую, психологическую и реабилитационную помощь детям от 1 года до 18 лет. Главными направлениями деятельности НПЦ являются оказание кризисной помощи при суицидальных состояниях у детей и подростков, комплексная терапия расстройств пищевого поведения (включая анорексию), коррекция расстройств аутистического характера, судебно-психиатрическая экспертиза. В круглосуточном и дневном стационарах может одновременно находиться на лечении 730 детей.
В учреждении работают детские врачи-психиатры, психотерапевты, неврологи, педиатры, генетики, ЛОР-врач, офтальмолог, стоматолог, детский гинеколог, физиотерапевты, врачи функциональной диагностики, дефектологи, логопеды, психологи и педагоги. У Центра им. Г. Е. Сухаревой накоплен уникальный опыт в работе с детьми с задержкой интеллектуального и речевого развития, расстройствами аутистического спектра и пищевого поведения, когнитивными нарушениями и нарушениями поведения, включая детей с высоким суицидальным риском.
Приоритетные направления деятельности Центра:
- оказание кризисной помощи (суицидальное поведение, переживание насилия и детского горя);
- комплексная терапия расстройств пищевого поведения;
- коррекция расстройств аутистического спектра;
- поддержка семьи с ребёнком, имеющим особенности психического развития и ментальные нарушения (занятия с семейным психологом, образовательные программы для родственников в «Родительском клубе», возможность госпитализации с ребёнком и партнерство с родителями при формировании индивидуальной программы лечения и реабилитации ребёнка);
- содействие в социализации детей с ментальными нарушениями (инициация проекта «Антистигма», реабилитационные программы различного уровня от обучения бытовым навыкам до профориентации, мастерских для подростков с ментальными нарушениями и сопровождаемого трудоустройства, мини-зоопарк и многое другое, что необходимо любым детям для развития и радости).

## История и современность

Мемориальная доска профессору Груне Сухаревой на здании Центра, в котором основоположник детской психиатрии работала 40 лет

Центральным зданием территории Центра им. Г. Е. Сухаревой является административный корпус, датой постройки которого согласно архивным данным считается 1895 год.
В 1900 г. по завещанию Ивана и Александры Медведниковых в Московскую городскую управу было передано 600 тыс. руб. для постройки «приюта для идиотов и эпилептиков». Управа выбирает местность на Канатчиковой даче для организации приюта рядом с Алексеевской психиатрической больницей. Была создана комиссия, в которую входили директора Преображенской и Алексеевской психиатрических больниц (И. В. Константиновский и В. Р. Буцке, соответственно) и по одному ординатору от этих же больниц — врачи-психиатры Н. А. Бунеев и П. Б. Никитин. Задачей комиссии была разработка проекта Медведниковского детского приюта на 80 коек для умственно отсталых детей и эпилептиков. В последующем в психиатрическую комиссию вошли Н. Н. Баженов, П. П. Кащенко, Н. П. Постовский. В 1903 году был утверждён проект, который предполагал открытие четырёх отделений для спокойных и беспокойных детей. Большая прилегающая территория предполагала педагогическую и трудовую деятельность детей: огородничество и садоводство. Проект постройки был поручен известному архитектору А. Ф. Мейснеру. Строительство корпуса началось в 1912 году. 15 декабря 1914 года корпуса приюта были приняты Московской городской управой и введены в эксплуатацию.
Лечебная и научная работа в приюте велась врачами Алексеевской психиатрической больницы: Д. А. Аменицким, П. П. Бухарским, П. Б. Ганнушкиным, М. О. Гуревичем, Т. И. Юдиным. Директором приюта был назначен старший ординатор Алексеевской больницы П. Б. Никитин. Известно, что к моменту открытия Медведниковского приюта на его территории уже были построены корпуса (в 1895—1898 гг.), а в 1916 году был открыт корпус, построенный на деньги П. М. Третьякова, который завещал на строительство 200 тыс. рублей.
Центр основан в 1914 году на территории Канатчиковой дачи в качестве первого в Москве «специализированного приюта для детей отсталых и эпилептиков», с 1920-х годов лечебное учреждение именовалось Клиника психозов детского возраста Института психиатрии Министерства здравоохранения РСФСР. Первые корпуса были построены в 1895 году. В XX веке лечение в Москве детей и подростков, страдающих психическими расстройствами, проводилось в детском отделении Психиатрической больницы № 1 им. П. П. Кащенко (в настоящее время — им. Н. А. Алексеева). В 1962 году на базе лечебного учреждения был открыт Городской психоневрологический диспансер для детей и подростков со стационаром на 500 коек, в 1963 году диспансер объединён с детским отделением Психиатрической больницы № 1 им. П. П. Кащенко. В 1975 году диспансер был переименован в Детскую психиатрическую больницу № 6.
В марте 2012 года решением Правительства Москвы «Детская Психиатрическая больница № 6» переименована в ГБУЗ «Научно-практический центр психического здоровья детей и подростков». В соответствии с приказом Департамента здравоохранения города Москвы от 28 апреля 2012 года № 349 к Центру были присоединены детские психоневрологические санатории № 28, 30, 44, 66. В мае 2015 года решением Департамента здравоохранения Москвы Центру присвоено имя основоположника советской и мировой психиатрии детского возраста, профессора Груни Ефимовны Сухаревой, работавшей здесь с 1938 по 1979 годы, в том числе по 1969 год — заведующей клиникой. Помимо Г. Е. Сухаревой в клинике работали авторитетные представители советской психиатрической школы — М. Ш. Вроно, В. В. Ковалёв, О. Д. Сосюкало и другие.
С момента своего основания клиника была ведущим детским психиатрическим лечебным учреждением в России и решала важные общегородские задачи по профилактике, лечению и экспертизе психиатрических заболеваний. В 1966 году на базе клиники была образована судебно-психиатрическая экспертная комиссия (СПЭК), позднее преобразованная в Отделение амбулаторной судебно-психиатрической экспертизы. В 1989 году создан вычислительный центр детской психиатрической службы города Москвы. ИВЦ проводит сбор и обработку информации из психоневрологических и наркологических диспансеров, больниц Москвы, а также из стационаров, имеющих психоневрологические койки.
В 2012 году «Детская психиатрическая больница № 6» переименована в ГБУЗ «Научно-практический центр психического здоровья детей и подростков» (директор — д.м.н. Усачева Елена Леонидовна) с присоединением детских психоневрологических санаториев № 28, 30, 44, 66 (в настоящее время филиалы № 1, 2 и 3). В 2015 году «Научно-практическому центру психического здоровья детей и подростков» присвоено имя детского психиатра мирового значения Г. Е. Сухаревой.
По состоянию на 2017 год, Центр оказывает лечебную помощь в режиме стационара, дневного стационара, поликлиники. В состав Центра входят 4 филиала — бывших детских психоневрологических санатория. Стационар состоит из 11 лечебно-диагностических отделений для детей от 3 до 18 лет, одновременно в нём может находиться более 700 пациентов. Средний срок лечения пациента в стационаре составляет 40 дней. В Центре функционируют московское городское консультативно-психиатрическое диспансерное отделение, отделение амбулаторной судебно-психиатрической экспертизы (АСПЭК), отдел социально-психологической реабилитации, отдел медицинского сопровождения образовательных учреждений, кабинет ранней диагностики, отделения функциональной диагностики, физиотерапии и лечебной физкультуры, клинико-диагностическая лаборатория. Несмотря на оснащение современным медицинским оборудованием, здания и сооружения Центра, построенные в советскую эпоху, ныне обветшали и остро нуждаются в реновации; нарекания в независимых отзывах вызывает и качество питания пациентов в лечебном учреждении. В 2014 году в Центре были открыты кабинеты ранней диагностики психиатра и логопеда для приёма детей в возрасте от 1 года. С мая 2014 года в клинике работает кабинет кризисной помощи. На территории Центра имеется общеобразовательная школа для пациентов, пребывающих в лечебном учреждении длительное время, спортивные и игровые площадки, мастерские, живой уголок.
В 2017 году в Центре работают около 80 врачей, в том числе 60 врачей высшей квалификационной категории. Среди них доктор медицинских наук, 17 кандидатов медицинских наук, один заслуженный врач РФ.

## Центр им. Г. Е. Сухаревой ДЗМ после 2018 года
За 2016—2018 годы в Центре им. Г. Е. Сухаревой открыты два реабилитационных отделения для детей с тяжелыми психическими расстройствами и/или хроническим течением заболевания, восстановлены трудовые мастерские, появились новые специалисты (психолог по вопросам профессиональной ориентации, АВА-корректоры, специалисты по адаптивной физической культуре), значительно увеличилась численность педагогов, в каждом отделении работают семейные психологи.
В 2018 году Центр им. Г. Е. Сухаревой ДЗМ стал победителем профессионального конкурса «Медицинская организация года» в номинации «Лучшая детская клиника 2018 года» в рамках ежегодной Ассамблеи «Здоровье Москвы».
Также в 2018 году Центр им. Г. Е. Сухаревой ДЗМ был признан учреждением года лучшим учреждением года на XI церемонии награждения победителей Всероссийского конкурса «За подвижничество в области душевного здоровья» им. академика РАМН Т. Б. Дмитриевой (конкурс проводит Общественный совет по вопросам психического здоровья при Главном специалисте психиатре Минздрава России профессоре З. И. Кекелидзе). Награда была вручена коллективу врачей за мультидисциплинарный подход к лечению и реабилитации детей и подростков.
В декабре 2021 года Центр им. Г. Е. Сухаревой признан лучшим в одной из важнейшей в настоящее время номинации XIV Всероссийского конкурса «За подвижничество в области душевного здоровья» им. академика РАМН Т. Б. Дмитриевой — «Психолого-психиатрическая помощь в ситуации пандемии COVID-19». Коллектив Центра награждён Дипломом за комплексный подход к оказанию психолого-психиатрической помощи детям и семьям в ситуации пандемии COVID-19.
В Центре им. Г. Е. Сухаревой с 2019 года начался процесс перепрофилирования отделений. Открылась Клиника кризисной помощи для детей и подростков, оказавшихся в сложной жизненной ситуации. В том же году открылась Клиника медико-социальной реабилитации — острое отделение для детей с тяжелыми ментальными нарушениями, многие из которых не имеют базовых социально-бытовых навыков.
В 2021 году открылась Клиника расстройств пищевого поведения. Специалисты Клиники оказывают необходимую, а в некоторых случаях экстренную, помощь детям с нервной анорексией, булимией, компульсивным перееданием. Особенностью работы Клиники является тесная связь и преемственность в работе с многопрофильными детскими больницами столицы.
С 2020 г. в Центре функционирует Организационно-методический отдел по детской психиатрии Департамента здравоохранения г. Москвы, целью которого является совершенствование специализированной помощи детям до 18 лет с психическими расстройствами и расстройствами поведения для повышения её качества, доступности и безопасности.
В 2022 году ГБУЗ «НПЦ ПЗДП им. Г. Е. Сухаревой ДЗМ» успешно пройдена государственная аккредитация образовательной деятельности, подтверждающая уровень обучения по основной профессиональной образовательной программе высшего образования — программе ординатуры по специальности 31.08.20 Психиатрия, соответствующий требованиям федерального государственного образовательного стандарта высшего образования по специальности 31.08.20 Психиатрия (уровень подготовки кадров высшей квалификации), утверждённого Приказом Министерства образования и науки Российской Федерации от 25.08.2014 г. № 1062 "Об утверждении федерального государственного образовательного стандарта высшего образования по специальности 31.08.20 Психиатрия (уровень подготовки кадров высшей квалификации).
В последние несколько лет происходят значительные изменения облика Центра. Более чем 100-летние здания приобретают современный стиль в соответствии с концепцией «радужный город». Территория скорее напоминает ухоженный парк с уютными дорожками и зонами рекреации. Внутренняя отделка отделений стала более яркой и функциональной. Гордость Центра — просторный актовый зал в стиле лофт, в котором проходят торжественные мероприятия, конференции, семинары, выступления артистов.

### Структура Центра им. Г. Е. Сухаревой ДЗМ
В структуре Центра им. Г. Е. Сухаревой имеется 3 филиала, 15 отделений, из которых 3 работают как дневной стационар и 2 предполагают совместное пребывание с родителями, 2 реабилитационных отделения. Общий коечный фонд составляет 620 круглосуточных коек, в который входят отделения для лечения наиболее тяжелых форм психических расстройств (острые психозы, шизофрения, расстройства с выраженными нарушениями поведения и суицидальными проявлениями, умственная отсталость) и отделения для комплексной лечебно-реабилитационной и педагогической работы с детьми и подростками с пограничными формами психических расстройств.
Также в Центре им. Г. Е. Сухаревой работают:
1. Консультативно-диагностическое отделение (КДО) с кабинетами ранней диагностики и кризисной помощи;
2. Отделение амбулаторной судебно-психиатрической экспертизы (АСПЭ);
3. Отделение социального развития и психологической реабилитации с мастерскими и клинической профориентацией;
4. Отделение «Реабилитации, Адаптации и Социализации» (РАС) со специалистами по АВА-терапии, сенсорной интеграции, адаптивной физической культуре и нейропсихологической коррекции;
5. Отделение функциональной диагностики с возможностями дневного и ночного ЭЭГ-видеомониторинга;
6. Отделение физиотерапии;
7. Клинико-диагностическая лаборатория.

### Научная работа
На базе Центра им. Г. Е. Сухаревой ведут научную, лечебно-консультативную и педагогическую деятельность крупнейшие ВУЗы Москвы, занимающиеся вопросами психического здоровья детей и подростков:
- кафедра детской психиатрии и психотерапии ФГБОУ ДПО «Российская Медицинская Академия Последипломного Образования» Минздрава РФ (заведующий кафедрой профессор, д.м.н. Шевченко Ю. С.);
- кафедра психиатрии и медицинской психологии ФГБОУ ВО «Российский национальный исследовательский медицинский университет имени Н. И. Пирогова» Минздрава России (заведующий кафедрой д.м.н. Шмилович А. А.);
- ГБОУ ВО МГППУ,
- ФГБОУ ВО МГУ им. М. В. Ломоносова,
- ФГБОУ ВО МГМСУ им. А. И. Евдокимова.

Научные сотрудники Центра им. Г. Е. Сухаревой и внешние консультанты работают в тесном взаимодействии с врачами как стационара, так и поликлинического отделения, проводят клинические разборы, консилиумы и научно-практические конференции.
Основные направления научной деятельности Центра им. Г. Е. Сухаревой:
- разработка модели управления качеством семейно-ориентированной медицинской помощи душевнобольному ребёнку;
- разработка эффективных методов полипрофессиональной помощи детям и подросткам с суицидальным поведением;
- разработка комплексной модели помощи ребёнку с расстройствами аутистического спектра;
- профилактика нарушений пищевого поведения в подростковой среде.

На базе Центра им. Г. Е. Сухаревой регулярно проходят повышение квалификации врачи, психологи, логопеды, дефектологи, педагоги, средний медицинский персонал г. Москвы и всей России. Ведутся различные виды практик для студентов психологических и медицинских ВУЗов и университетов.
В Центре им. Г. Е. Сухаревой регулярно проводятся «Сухаревские чтения» — Научно-практические конференции, посвященные памяти одного из основоположников детской психиатрии, профессора Г. Е. Сухаревой, имя которой носит Центр.
«Сухаревские школы» — новый обучающий проект стартовал осенью 2021 года. В рамках данного проекта будут проходить лекции и семинары по различным направлениям медицины.
«Азбукинские слушания» — Научно-практические конференции, которые носят имя замечательного отечественного ученого, врача и педагога Дмитрия Ивановича Азбукина (1883—1953), который много лет проработал в Центре им. Г. Е. Сухаревой. Именно Центр стал для него экспериментальной площадкой, на которой отрабатывались уникальные методики коррекционной педагогики и психотерапии, сливались в единую методику медицинский, психологический и педагогический подходы к детям
с самыми тяжелыми нарушениями развития.
За эти годы врачами, логопедами, психологами Центра им. Г. Е. Сухаревой опубликовано более тысячи научных работ, статей, тезисов; издано множество сборников по актуальным вопросам детской психиатрии.

## Галерея

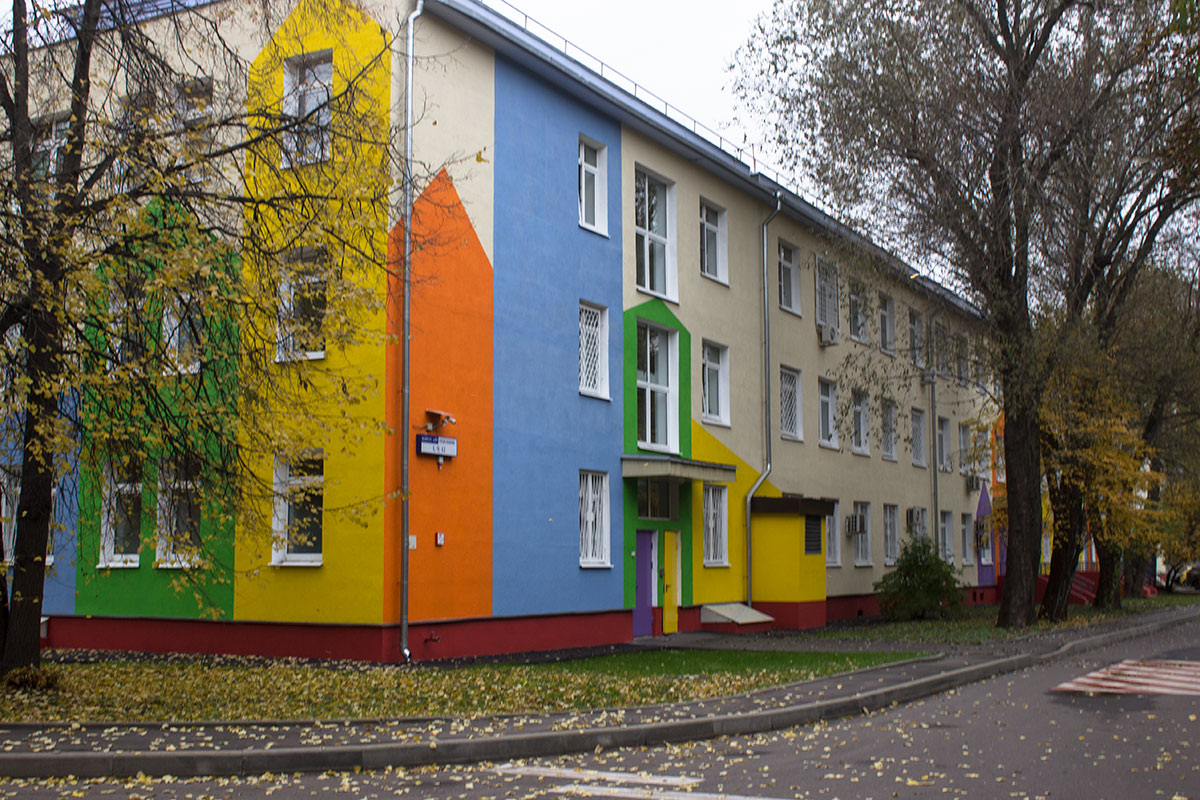
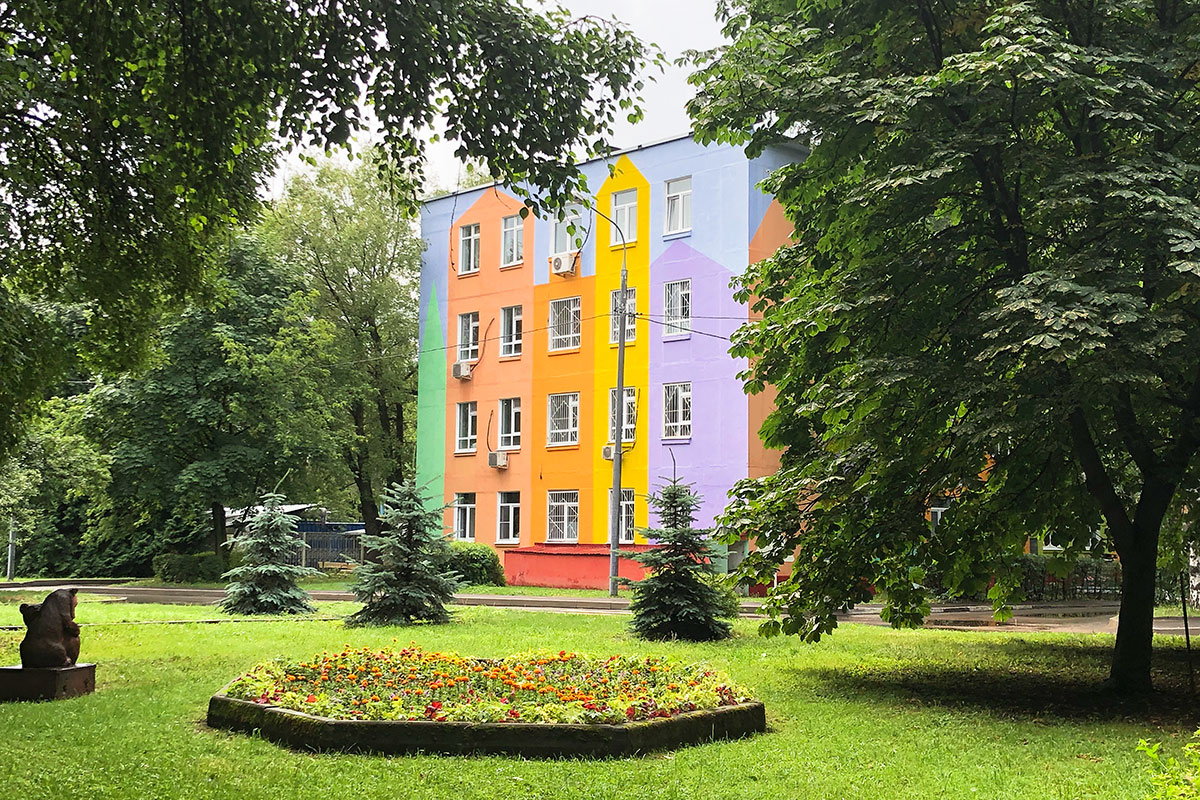
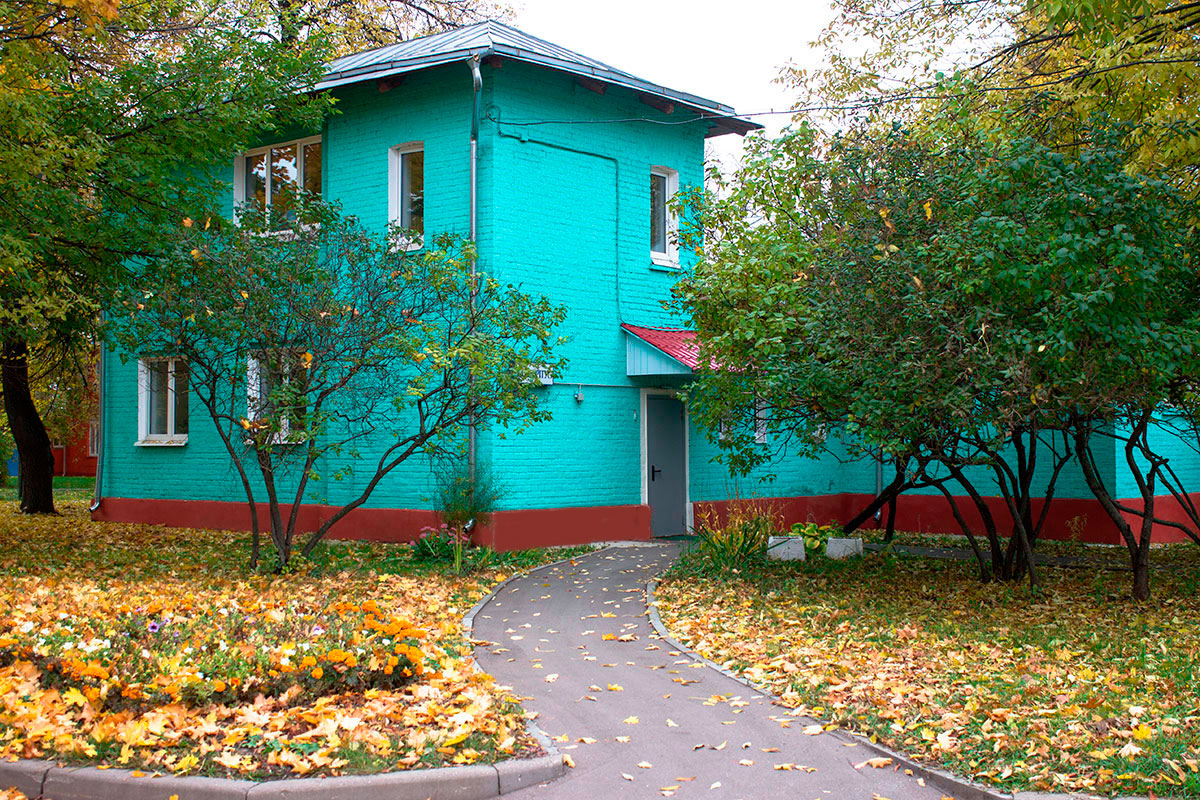
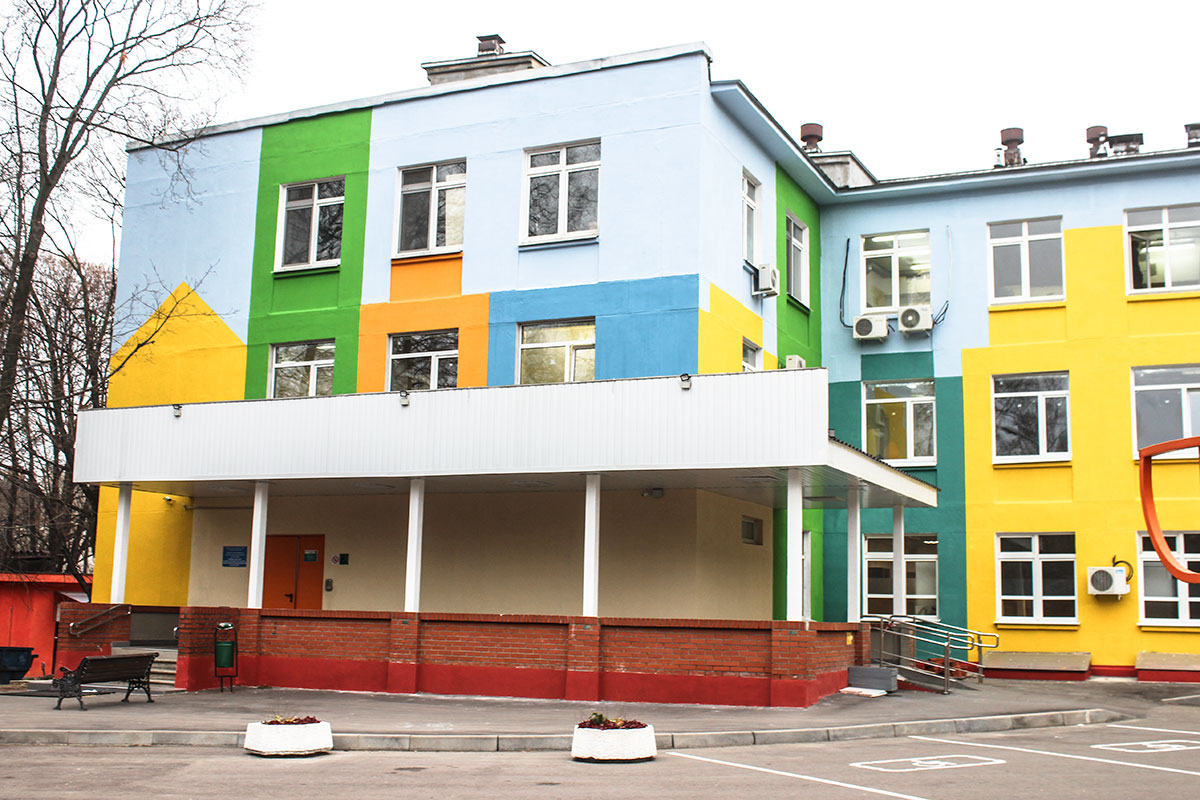
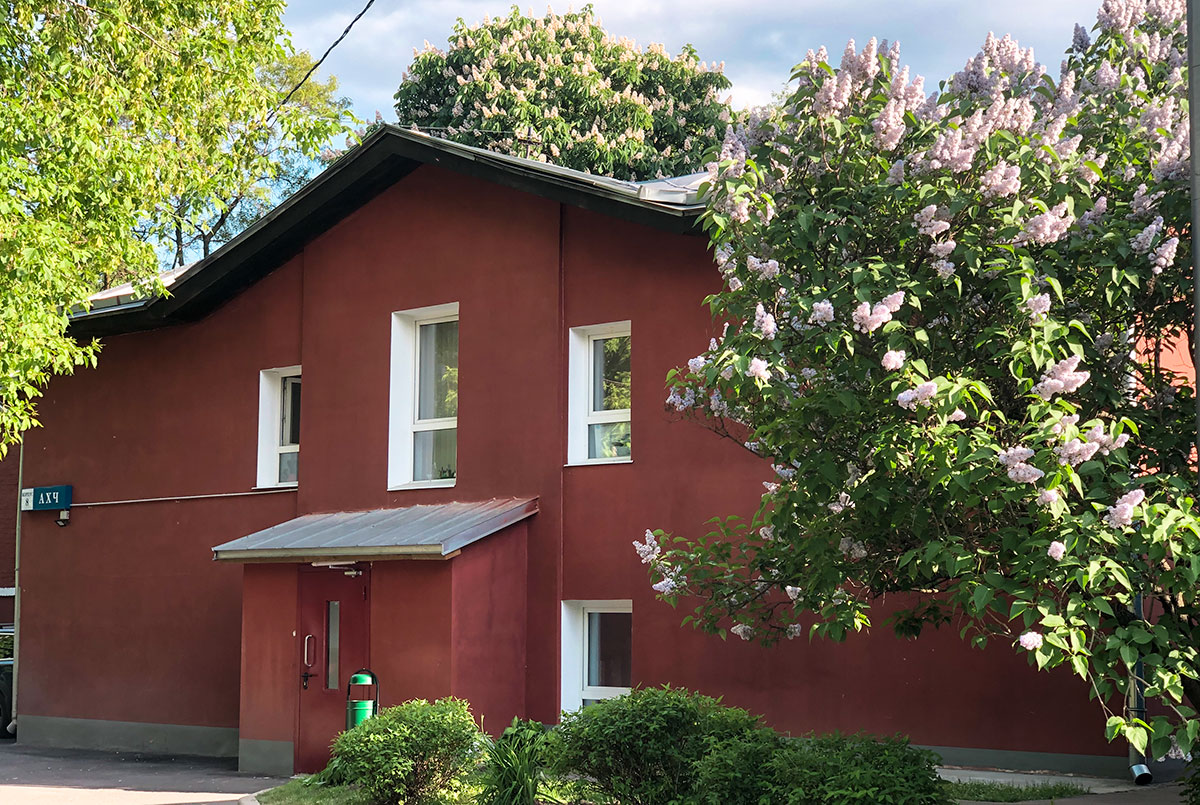
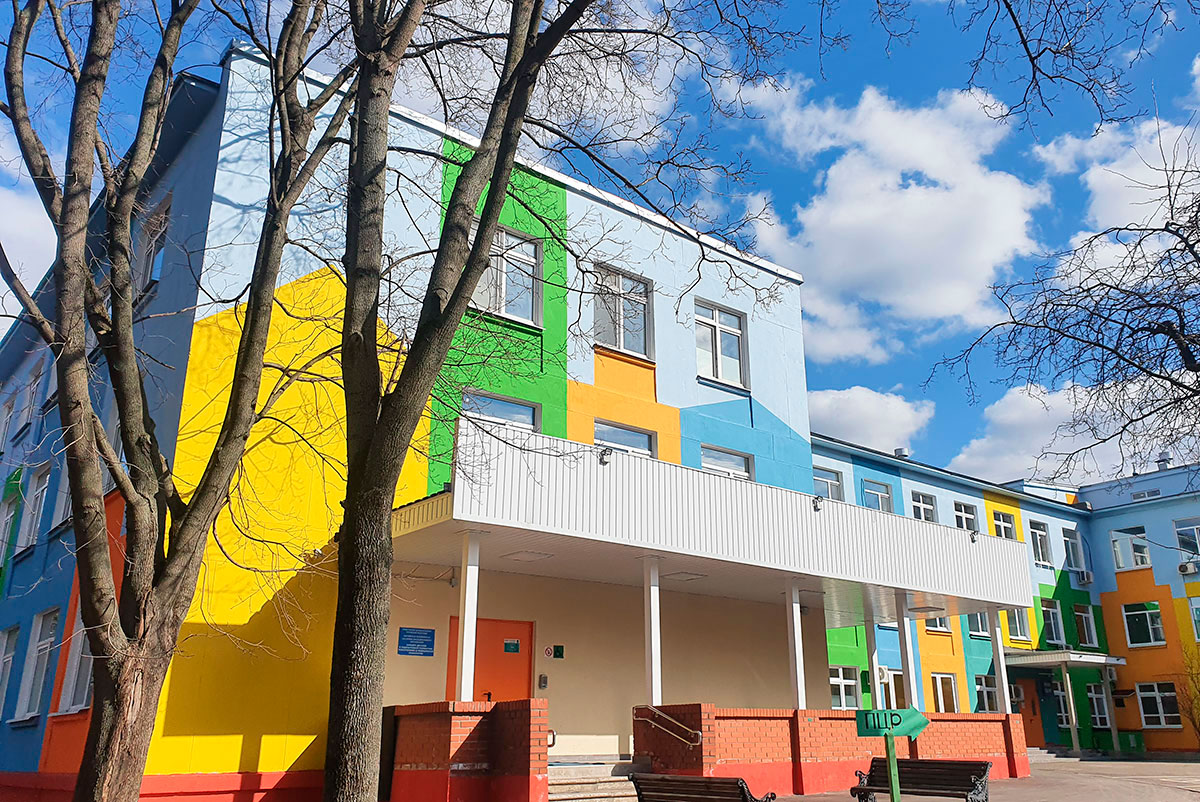
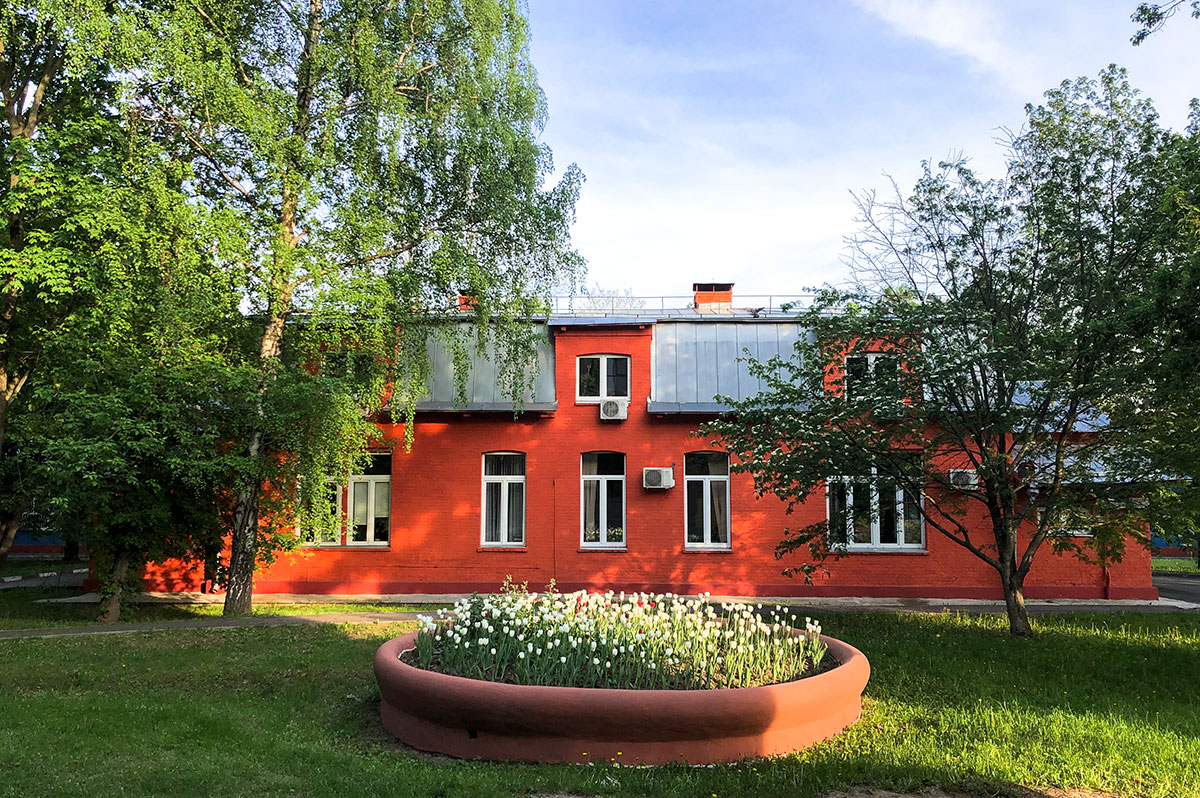
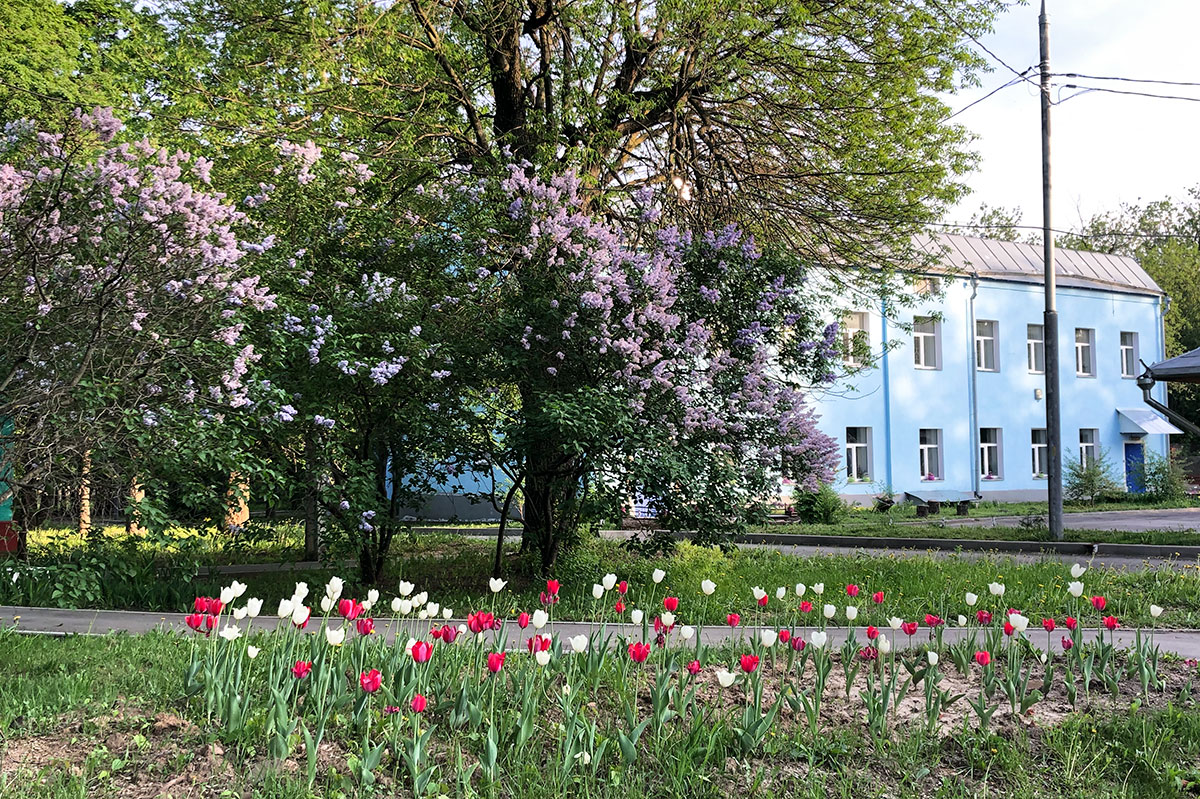
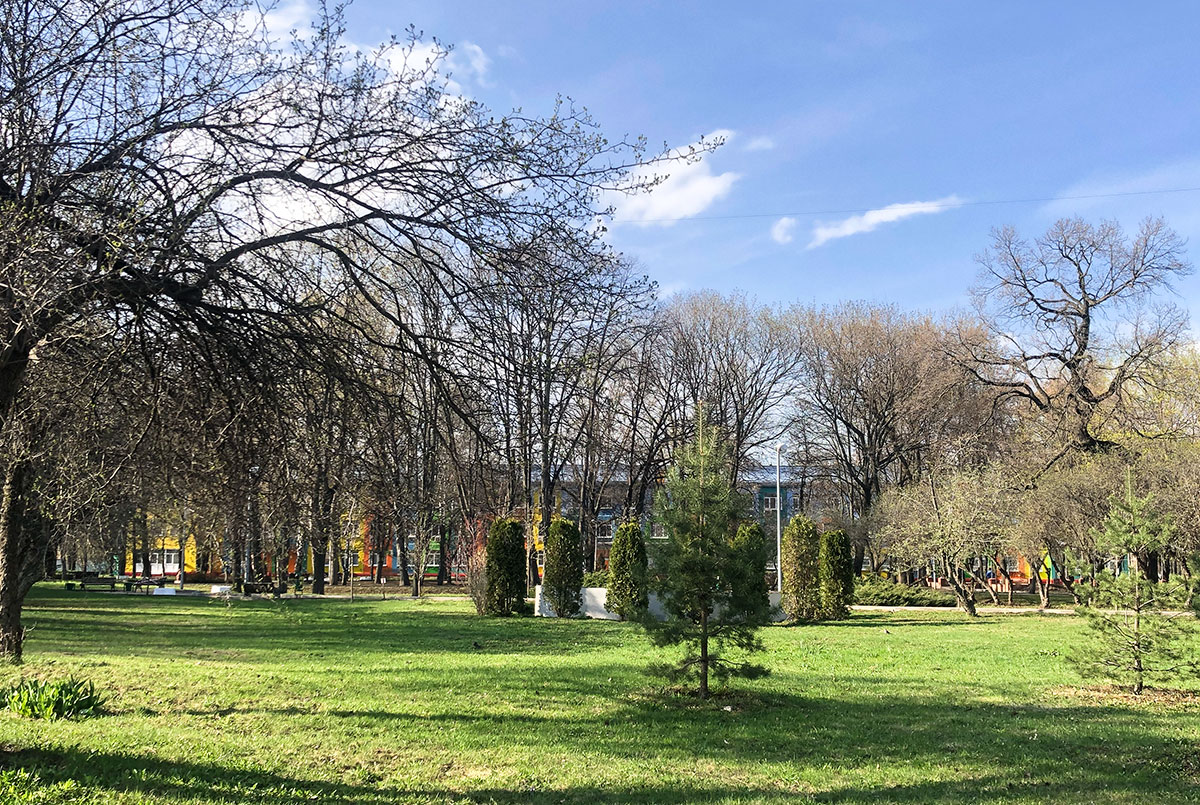